# Naporościak misecznicowy
Naporościak misecznicowy (Lichenoconium lecanorae (Jaap) D. Hawksw.) – gatunek grzybów z klasy Dothideomycetes. Grzyb naporostowy.

## Systematyka i nazewnictwo
Pozycja w klasyfikacji według Index Fungorum: Lichenoconium, Lichenoconiaceae, Lichenoconiales, Incertae sedis, Dothideomycetes, Pezizomycotina, Ascomycota, Fungi.
Po raz pierwszy opisał go w 1905 r. Otto Jaap nadając mu nazwę Coniosporium lecanorae. Obecną nazwę nadał mu David Leslie Hawksworth w 1979 r. Synonimy:
- Coniosporium lecanorae Jaap, in Lindau 1905
- Coniothyrium lecanoracearum Vouaux 1914
- Lichenoconium lecanoracearum (Vouaux) Petr. & Syd. 1927[3].

Nazwa polska według Wiesława Fałtynowicza.

## Morfologia
Znany tylko w postaci anamorfy. Tworzy rozproszone lub w luźnych skupiskach pyknidia o średnicy 40–80 (–100) µm, o kształcie od kulistego do szeroko jajowatego. Są częściowo zanurzone w podłożu. Ściana o barwie od blado do średnio brązowej, w części wynurzonej poczerniałe, zbudowane z 2–4 warstw cienkościennych, zaokrąglonych lub kanciastych komórek. Zewnętrzna warstwa jest grubsza i ciemniejsza, w KOH K- lub K+, bladofioletowa. Konidioforów brak. Komórki konidiotwórcze tworzą palisadową warstwę na całej wewnętrznej powierzchni pyknidiów, są baryłkowate lub cylindryczne, szkliste, o wymiarach 4–8 × 3–4 µm, proliferujące z 1–2 pierścieniami i niepozornymi kołnierzykami. Konidia 2,5–5,5 × 2,5–4 µm, kuliste do szeroko elipsoidalnych, z lekko lub wyraźnie ściętą podstawą, brązowe do ciemno brązowych, lekko brodawkowate, bez epispory, galaretowatej osłonki lub przyczepek.
Naporościak misecznicowy często rośnie razem z naporościakiem plamistym (Lichenoconium erodens). Łatwo można go odróżnić po większych pyknidiach. Odróżnienie go od Lichenoconium usneae jest trudniejsze, ponieważ do określenia wielkości komórek konidiogennych, jedynej cechy odróżniającej te dwa gatunki, potrzebne są cienkie skrawki lub preparaty tego gatunku.

## Występowanie i siedlisko
Podano występowanie  Lichenoconium lecanorae na wielu stanowiskach w Ameryce Północnej i Europie i na nielicznych w Azji i Afryce. W Polsce podano liczne jego stanowiska na wielu gatunkach porostów, głównie z rodzaju Lecanora (misecznica), ale także Caloplaca (jaskrawiec) i Evernia (mąkla). Grzyb pasożytniczy występujący głównie na apotecjach niektórych porostów.